# Колечко золотое, букет из алых роз
«Колечко золотое, букет из алых роз» — художественный фильм.
Снят в 1994 году режиссёром Дмитрием Долининым по мотивам повести А. П. Чехова «В овраге» (1903).

## Сюжет
Анисим (С. Гамов), старший сын зажиточного мещанина Григория Цыбукина (В. Павлов), берёт в жёны бедную девушку Липу (Е. Корикова). Вскоре Анисим покидает отчий дом. Старик не нарадуется миловидной и тихой невестке, которая подарила ему долгожданного внука — наследника. Но алчная и коварная красавица Аксинья, бездетная жена его младшего сына Степана (С. Юшкевич), невзлюбила Липочку и её маленького мальчика — ведь теперь всё наследство Григория Цыбукина перейдёт к сыну Липы.

## В ролях
- Елена Корикова — Липа
- Виктор Павлов — Григорий Петрович Цыбукин
- Ольга Волкова — Варвара Николаевна
- Сергей Гамов — Анисим Цыбукин
- Сергей Юшкевич — Степан Цыбукин
- Ольга Шорина — Аксинья, жена Степана
- Гелена Ивлиева — Прасковья, мать Липы
- Сергей Баталов — Гаврила Семёнович Хрымин, фабрикант
- Виктор Гоголев — Костыль, работник фабрики
- Зоя Буряк — Степанида, кухарка
- Сергей Селин — Антип, работник
- Виктор Бычков — Степан, работник
- Валерий Кравченко — мужик у костра
- Александр Лыков — телефонный мастер
- Анатолий Сливников — посетитель лавки
- Виктор Терехов — священник (озвучивает Игорь Ефимов)
- Владимир Труханов — становой пристав
- Вера Липсток — родственница Липы
- Любовь Тищенко — гостья на свадьбе

## Съёмочная группа
- Сценарий и постановка: Дмитрий Долинин
- Оператор: Лев Колганов
- Монтаж: Анна Бабушкина
- Художник: Владимир Банных
- Художник по костюмам: Маргарита Стручкова
- Композитор: Геннадий Банщиков
- Звукорежиссёр: Борис Андреев
- Продюсер: Вячеслав Сорокин

## Награды
- Приз кинофестиваля «Молодое кино России» за лучшую женскую роль — Елена Корикова (1995)
- Кинофестиваль «Литература и кино—96» (Гатчина):
  - призы жюри «За верность русской классической литературе» (режиссёру Дмитрию Долинину, актёрам Елене Кориковой и Сергею Юшкевичу) (1996)
  - приз кинопрессы (1996)